# Soul to Preach To
Soul to Preach To è un singolo del gruppo musicale statunitense Fuel, pubblicato il 4 febbraio 2014 come primo estratto dal quinto album in studio Puppet Strings.

## Video musicale
Il videoclip mostra il gruppo suonare in concerto in un deserto.